# SN 2009nr
SN 2009nr – supernowa typu Ia-pec odkryta 22 grudnia 2009 roku w galaktyce UGC 8255. W momencie odkrycia miała maksymalną jasność 13,60m.